# Straßenhaus (Haundorf)
Straßenhaus ist ein Gemeindeteil der Gemeinde Haundorf im Landkreis Weißenburg-Gunzenhausen (Mittelfranken, Bayern). Straßenhaus liegt in der Gemarkung Haundorf.
Der Weiler liegt etwa acht Kilometer nordöstlich der Stadt Gunzenhausen direkt an der Bundesstraße 466, an der Einmündung der Kreisstraße WUG 22 nach Seitersdorf. Östlich fließt der Erlbach, ein Zufluss der Fränkischen Rezat, vorbei. Unweit befindet sich der Ort Straßenwirthshaus, nördlich liegt Obererlbach. Westlich erhebt sich der Mittelberg.
Straßenhaus gehörte schon vor der Gebietsreform in Bayern in den 1970er Jahren zu Haundorf.